# Ланита Стецко
Ланита Стецко (рус. Ланита Стецко; рођена 14. августа 1993. године) је белоруска шахисткиња која има титулу женски велемајстор (WGM, 2015). Она је првак Белорусије у шаху (2015).

## Шаховска каријера
Вишеструки победник белоруског шаховског првенства за девојке у различитим старосним групама: U10 (2003), U12 (2005), U14 (2007), U16 (2008), и U18 (2010).
На женским шаховским првенствима Белорусије  Ланита Стецко је освојила златну (2015), две сребрне (2014, 2017) и две бронзане (2009, 2010) медаље.
У децембру 2016. године у Чељабинску је освојила Међународни женски шаховски турнир.
Ланита Стецко је наступала за Белорусију на Женској шаховској олимпијади:
- У 2010. години на четвртој табли на 39-ој Шаховској Олимпијади (жене) у Ханти-Мансијску (+1, =3, -3),
- У 2012. години, на трећој табли на 40-ој Шаховској Олимпијади (жене) у Истанбулу (+7, =2, -1),
- У 2014. години, на другој табли на 41-ој Шаховској Олимпијади (жене) у Тромсу (+6, =2, -2),
- У 2016. години, на другој табли на 42-ој Шаховској Олимпијади (жене) у Бакуу (+4, =4, -1).

Ланита Стецко је наступала за Белорусију на Европском тимском Шаховском првенству:
- У 2013. години, на другој табли на 10-ом Европском тимском Шаховском првенству (жене) у Варшави (+3, =4, -2).

У 2013. години је добила титулу ФИДЕ женски интернационални мајстор (WIM) а две године касније титулу ФИДЕ међународни женски велемајстор (WGM).
У 2015. години, дипломирала је на Технолошком институту за бизнис и менаџмент  Белоруског државног универзитета.